# Israel Shahak
Israel Shahak (hebreiska: ישראל שחק), född Himmelstaub 28 april 1933 i Warszawa i Polen, död 2 juli 2001 i Jerusalem i Israel, var en polskfödd israelisk professor i organisk kemi. Han satt i koncentrationslägret Bergen-Belsen under sin barndom. Han är känd för sitt engagemang för mänskliga rättigheter i Israel, med avseende på palestiniernas svåra situation. Han var uttalad antisionist och en av den religiösa judendomens stora kritiker. Han var verksam som skribent och författare i dessa frågor, och har bland annat skrivit den till svenska översatta Judisk historia, judisk religion - tyngden av tretusen år (Foinix Förlag).